# 2012년 하계 올림픽 자메이카 선수단
2012년 하계 올림픽 자메이카 선수단은 영국 런던에서 열린 2012년 하계 올림픽에 참가한 올림픽 자메이카 선수단이다.

## 메달 집계

### 종목별 참가 선수 및 메달 집계
| 종목 | 참가 선수 | 1 | 2 | 3 | 메달 합계 |
| 육상 | 42        | 0 | 0 | 1 | 1         |
| 역도 | 0         | 0 | 1 | 1 |           |
| 합계 |           | 0 | 0 | 2 | 2         |

### 메달리스트
| 메달   | 이름  | 종목 | 세부 종목     | 날짜 |
| ------ | ----- | ---- | ------------- | ---- |
| 동메달 | [[ ]] | 복싱 | 남자 플라이급 |      |

### 수영
남자
| 선수          | 세부 종목       | 예선  | 예선 | 준결선          | 준결선          | 결선            | 결선            |
| 선수          | 세부 종목       | 기록  | 순위 | 기록            | 순위            | 기록            | 최종 순위       |
| Niall Roberts | 100 m freestyle | 55.66 | 48   | Did not advance | Did not advance | Did not advance | Did not advance |

### 육상

#### 남자
트랙 / 도로 경기
| 선수 | 세부 종목 | 1차 예선 | 1차 예선 | 2차 예선 | 2차 예선 | 준결선 | 준결선 | 결선 | 결선      |
| 선수 | 세부 종목 | 기록     | 순위     | 기록     | 순위     | 기록   | 순위   | 기록 | 최종 순위 |

필드 경기
| 선수   | 세부 종목 | 예선 | 예선 | 결선 | 결선      |
| 선수   | 세부 종목 | 기록 | 순위 | 기록 | 최종 순위 |
| 김덕현 | 세단뛰기  |      |      |      |           |

#### 여자
트랙 / 도로 경기
| 선수 | 세부 종목 | 1차 예선 | 1차 예선 | 2차 예선 | 2차 예선 | 준결선 | 준결선 | 결선 | 결선      |
| 선수 | 세부 종목 | 기록     | 순위     | 기록     | 순위     | 기록   | 순위   | 기록 | 최종 순위 |

필드 경기
| 선수 | 세부 종목 | 예선 | 예선 | 결선 | 결선      |
| 선수 | 세부 종목 | 기록 | 순위 | 기록 | 최종 순위 |